# تاکومی یامادا
تاکومی یامادا (انگلیسی: Takumi Yamada؛ زادهٔ ۲۵ نوامبر ۱۹۸۹) بازیکن فوتبال اهل ژاپن است.